# Les Rotours

Les Rotours este o comună în departamentul Orne, Franța. În 1 ianuarie 2018 avea o populație de 116 de locuitori.